# Milano (kommun i Spanien, Kastilien och Leon, Provincia de Salamanca, lat 41,10, long -6,60)
Milano är en kommun i Spanien.   Den ligger i provinsen Provincia de Salamanca och regionen Kastilien och Leon, i den nordvästra delen av landet, 250 km väster om huvudstaden Madrid. Antalet invånare är 133.